# Partiet för broderlig kärlek, frihet och mångfald
Partiet för broderlig kärlek, frihet och mångfald (nederländska: Partij voor Naastenliefde, Vrijheid en Diversiteit, PNVD) var ett pedofilinriktat klassiskt liberalt politiskt parti, officiellt bildat i Nederländerna av Ad van den Berg, Norbert de Jonge och Marthijn Uittenbogaard den 31 maj 2006. Partiet avsåg ställa upp i det nederländska parlamentsvalet i november 2006, i vilket de hade behövt få omkring 60 000 röster för att få mandat i parlamentet. Det uppskattades i juli 2006 att partiet skulle få mindre än 1 000 röster i valet. Emellertid insamlade partiet inte 570 förklaringar om stöd från nederländska medborgare, vilket krävdes för att ställa upp i nämnda val. Partiets motto var "sapere aude" (lat. för våga veta). Partiet hade i september 2006, enligt egen utsago, 17 medlemmar. År 2010 försökte man på nytt ställa upp till val, men fick inte ihop det erforderliga antalet röster. Man beslöt då att avveckla partiet, vilket också skedde .

## Partiets åsikter

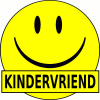
"Barnens vän" (har burits av A. van den Berg)

### Mångfald och frihet
Partiet sade sig ha som mål att maximera mångfald och frihet, och skrev i sin plattform att "människor bör ha så mycket frihet som möjligt, så länge de inte skadar andra".

### 12-årsregeln (sex, droger, arbete mm)
Partiet ville sänka åldern från 16 till 12 år för att vuxna ska kunna ha  könsumgänge och hävda att det är frivilligt umgänge från barnens sida. Tolvåringar skulle även ha rösträtt, rätt att lönearbeta, hänge sig åt hasardspelande, rätt att välja var de ska bo samt rätt att använda lättare droger, ansåg partiet. Partiet ville dessutom legalisera innehav av barnpornografi, offentlig nakenhet, tyngre narkotika från sexton års ålder, samt tidelag (men ej "sexuell illabehandling" av djur). Partiet ville sänka åldersgränsen för att få prostituera sig och medverka i pornografisk film till 16 år. De menade att pornografi utan våldsinslag bör kunna sändas i TV under dagtid. Partiet förespråkade även separata fängelser för sexualbrottslingar, då man ansåg att Nederländerna annars de facto har tillåten tortyr.

### Övriga åsikter
Partiet förespråkade gratis tågresor åt allmänheten och en radikal djurrättspolitik. De ville bland annat förbjuda jakt som sport och förbjuda eller radikalt minska alla tester på djur. De ville även förbjuda konsumtion av fisk och kött. Partiet hade även uttalade åsikter om flyktingpolitik, energipolitik, genmanipulation och kloning, sjuk-, och åldringsvård etc.

## Partiets rätt att existera, samt motstånd mot partiet
Nederländsk domstol slog i juli månad 2006 fast att partiet hade samma rätt att existera som andra partier. I domen står att "Det är varje röstande medborgares rätt att själv bedöma politiska partier". I domen fastslås även att "yttrandefriheten, mötesfriheten och föreningsfriheten ... bör ses som grundstenarna i den demokratiska rättsstaten, och PNVD är också berättigade dessa friheter". Domen kom efter att det protesterats kraftigt mot partiets existens, såväl i Nederländerna som i utlandet. Den antipedofila stiftelsen Solaas anhöll om att partiet skulle förbjudas. I en opinionsundersökning gjord i slutet av maj 2006 ville 82 procent av de tillfrågade, att den nederländska regeringen skulle sätta stopp för partiet, och 67 procent ville att främjande av pedofili skulle kriminaliseras. "De påstår att de vill ge barn mer rättigheter. Men förslaget att barn ska få ha sexuell kontakt från 12-årsåldern ligger naturligtvis bara i deras eget intresse" sade Ireen van Engelen, som arbetade mot pedofili, till den nederländska tidningen Algemeen Dagblad i maj 2006. Om partiföreträdarna har sagts att de blivit hotade till livet, och därför "gått under jorden" och finns på okänd ort.

## Partigrundarna
Ad van den Berg, född 1944, var kassör i PNVD. Han dömdes 1987 för att ha antastat en elvaårig pojke, till böter och ett villkorligt fängelsestraff. van den Berg var tidigare ordförande i föreningen MARTIJN, som enligt egen uppgift är en förening "för acceptans av pedofili och vuxen-barn-kärleksrelationer".
Marthijn Uittenbogaard, född 21 april 1972 i staden Leiden, var ordförande i PNVD och kassör i ovannämnda MARTIJN. Han och Norbert de Jonge uppmärksammades då de och andra 2003 publicerade namn och information om sig själva på webbsidan Pedofilie.be, och "kom ut" som pedofiler i MARTIJN:s tidning OK i oktober samma år. Uittenbogaard har yttrat: "Man borde alltid tänka själv, och leta rätt på fakta", och har kallat dagens samhälle "sex-negativt".
Norbert de Jonge, född 13 maj 1978, var PNVD:s partisekreterare och blev 15 juni 2006 avstängd från sina studier i barnutbildning, vid Nijmegenuniversitetet, på grund av sin inblandning i partiet. Om sexuella aktiviteter med barn har han yttrat "Om man ser på forskningen så visar den att om ett barn har sexuell kontakt med en vuxen - och inget våld äger rum, och familjesituationen var bra - så är det sällsynt att [denna kontakt] är skadlig för barnet. Och forskning visar att [kontakten] av barnet uppfattas antingen neutralt eller positivt. Vi anser att barn ska ha rätt att delta i sådan kontakt med sina likar, och med vuxna, om och när de väljer att göra det." Han har beskrivit dagens situation som att de vuxna är rädda för "barnens emancipation", och därför vill hindra dessa från att delta i sexuella aktiviteter.

## Förkortning

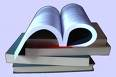
Bild som användes på PNVD:s gamla webbplats, nvd.nu

Partiet använde först förkortningen NVD, men Haarlemsäkerhetsföretaget NVD anhöll om att en domstol skulle ålägga partiet att byta förkortning, då partiets bruk av samma förkortning varit skadlig för företaget. Företagets anställda önskade inte bära uniformer med förkortningen, och kunder ville inte ha företagets logotyp på sina fastigheter, då de inte ville förknippas med partiet, uppgav företaget. Domstolen ålade partiet att inom tre dagar ändra förkortning och webbsideadress. Detta skedde i början av juni 2006.